# National Association of the Deaf
Die National Association of the Deaf (NAD) ist eine Organization die die Rechte von gehörlosen Menschen in den USA vertritt. Das NAD wurde am 25. August 1880 in Cincinnati, Ohio, als gemeinnützige Organisation von gehörlosen Menschen gegründet um auf ihre Rechte aufmerksam zu machen. Der erste Präsident war Robert P. McGregor aus Ohio. Es wurden alle Verbände der 50 Staaten und Washington, DC integriert. Sie ist der US-Vertreter im Weltverband der Gehörlosen, der über 120 nationale Organisationen gehörloser Menschen als Mitglieder hat. Der Sitz ist in Silver Spring, Maryland.
Bis in die 1970er waren alle Präsidenten spätertaubt. Das änderte sich mit den „Miss Deaf America Ambassador programs“, welche im Rahmen der Organisationsversammlungen stattfanden. Diese waren Befürworter von den Rechten Gehörloser in allen Aspekten des Lebens, von der Öffentlichkeitsarbeit bis zur Bildung.

## Aufgabe
Die Mission der National Association of the Deaf ist es die „bürgerlichen, menschlichen und sprachlichen Rechte von gehörlosen und schwerhörigen Menschen in den USA zu bewahren, zu beschützen und zu fördern.“

## Arbeit
Die NAD beschäftigt sich mit allen Belangen der Rechte Gehörloser. So wurde schon früh unter George Veditz daran gearbeitet die Gebärdensprache zu bewahren. In seiner Zeit als Präsident nutzten Veditz und andere Mitglieder der NAD die damals neue Filmtechnik, um ihre Gebärden zu erfassen, sodass ihre Sprache niemals verloren geht. Zuerst waren Afro-Amerikaner nicht als Mitglieder zugelassen. Anfang des 20. Jahrhunderts befürwortete die NAD allerdings eine Berufsvorbereitung für „Colored Deaf“. Aus Mangel an Rechten für Afro-Amerikaner in der NAD bildeten sich mehrere Gruppen, inklusive der „National Black Deaf Advocates“. Die NAD kämpfte auch dafür, dass gehörlose Lehrer gehörlose Schüler und Studenten unterrichten können. Ein anderes Ziel war die Eröffnung von Internaten im ganzen Land.
1909 unterzeichnete Präsident William Howard Taft, auf Drängen der NAD hin, ein Gesetz, dass es Gehörlosen erlaubte, die Beamtenprüfung abzulegen. Die NAD war ebenso ein starker Befürworter von Untertiteln in Filmen. 1958 schuf Präsident Dwight Eisenhower dann ein Gesetz, dass es erforderlich machte, Filme mit Untertiteln zu versehen.
1988 unterstützte die NAD die Fakultät und Studenten der Gallaudet University in ihrem „Deaf President Now“-Protesten.
Der Americans with Disabilities Act (ADA) von 1990 wurde auch von der NAD ausgehandelt. Zuletzt befürwortete es die NAD in professionellen Sportstadien die Ansagen der Schiedsrichter und Stadionsprecher zu untertiteln. Sie ermöglichte es außerdem Gehörlosen eine Versicherung abzuschließen und eine Wohnung zu mieten. Hotels sind dazu verpflichtet spezielle Wecker und Rauchmelder bereitzustellen. Die NAD setzte sich auch für das Recht auf Nutzung der American Sign Language von Gehörlosen und die Bereitstellung von Dolmetschern ein. Auf der Website sind Information zu den Rechten von Gehörlosen zu finden.
Alle 2 Jahre werden auf der NAD-Konferenz verschiedene Awards verliehen.

### Auseinandersetzung mit der University of California, Berkeley
2014 reichte das NAD eine Beschwerde beim „United States Department of Justice Civil Rights Division“ mit dem Vorwurf das Tausende von frei zugänglichen Vorträgen und anderen Kursinhalten auf YouTube und iTunes von der University of California, Berkeley gegen den „Americans with Disabilities Act of 1990“ verstoßen, weil unzählige Vorträge im „Massive open online course“ mit automatischen inkorrekten Untertiteln waren. Eine Entscheidung vom „Department of Justice (DOJ)“ erfolgte 2016: der Inhalt verletzt das ADA außer es erfolgt eine Aktualisierung gemäß der aktuellen Web Content Accessibility Guidelines. Als Antwort gab ein Universitätssprecher an, dass allein die Kosten für die Untertitel 1 Million Dollar überschreiten und die Universität würde die DOJ-Vorgabe, alle öffentlich zugänglichen Inhalte zu entfernen, nicht einhalten.

## Meilensteine
- 1896: Die erste Frau (Julia Foley) wurde in den Vorstand der NAD gewählt.[7]
- 1960: Der Junior-NAD wurde gegründet.[7]
- 1964: Weibliche Mitglieder der NAD erhielten ein Stimmrecht.[7]
- 1965: Afro-amerikanische Mitglieder wurden in der NAD akzeptiert.[7]
- 1972: Die erste „Miss Deaf America Pageant“ (bis 1976 unter „Miss Deaf America Talent Pageant“ bekannt)[8] wurde auf der NAD-Convention in Miami Beach, Florida veranstaltet; die Gewinnerin war Ann Billington.[9][10]
- 1980: Gertrude Galloway wurde die erste weibliche Präsidentin der NAD.[7]

## Landesverbände
Die Landesverbände sind unabhängig an die NAD angeschlossen. Alle 50 Staaten und Washington, DC, haben einen eigenen Landesverband und viele davon haben eine duale Partnerschaft mit der NAD. Einige Landesverbände erhalten ihre Satzungen von der NAD.

## Weitere Erwähnung
- Gallaudet University Archives, Timeline: Gallaudet University and the Deaf Community
- Dunn, Lindsay Moeletsi. Edited by Mervin D. Garretson. „Education, Culture and Community: The Black Deaf Experience.“ A Deaf American Monograph 45 (1995): 37–41.